# マツダ・767
マツダ・767は、1988年ル・マン24時間レース、および全日本スポーツプロトタイプカー耐久選手権（JSPC）参戦用にマツダスピードが開発したプロトタイプレーシングカー。マツダの4ローター・エンジンRE13J（654cc×4）を搭載。シャシーデザインは前作マツダ757同様、ナイジェル・ストラウド。1989年ル・マン24時間レース、および全日本スポーツプロトタイプカー耐久選手権（JSPC）参戦用のマシンはマイナーチェンジ版のマツダ767B。

## マシン概要

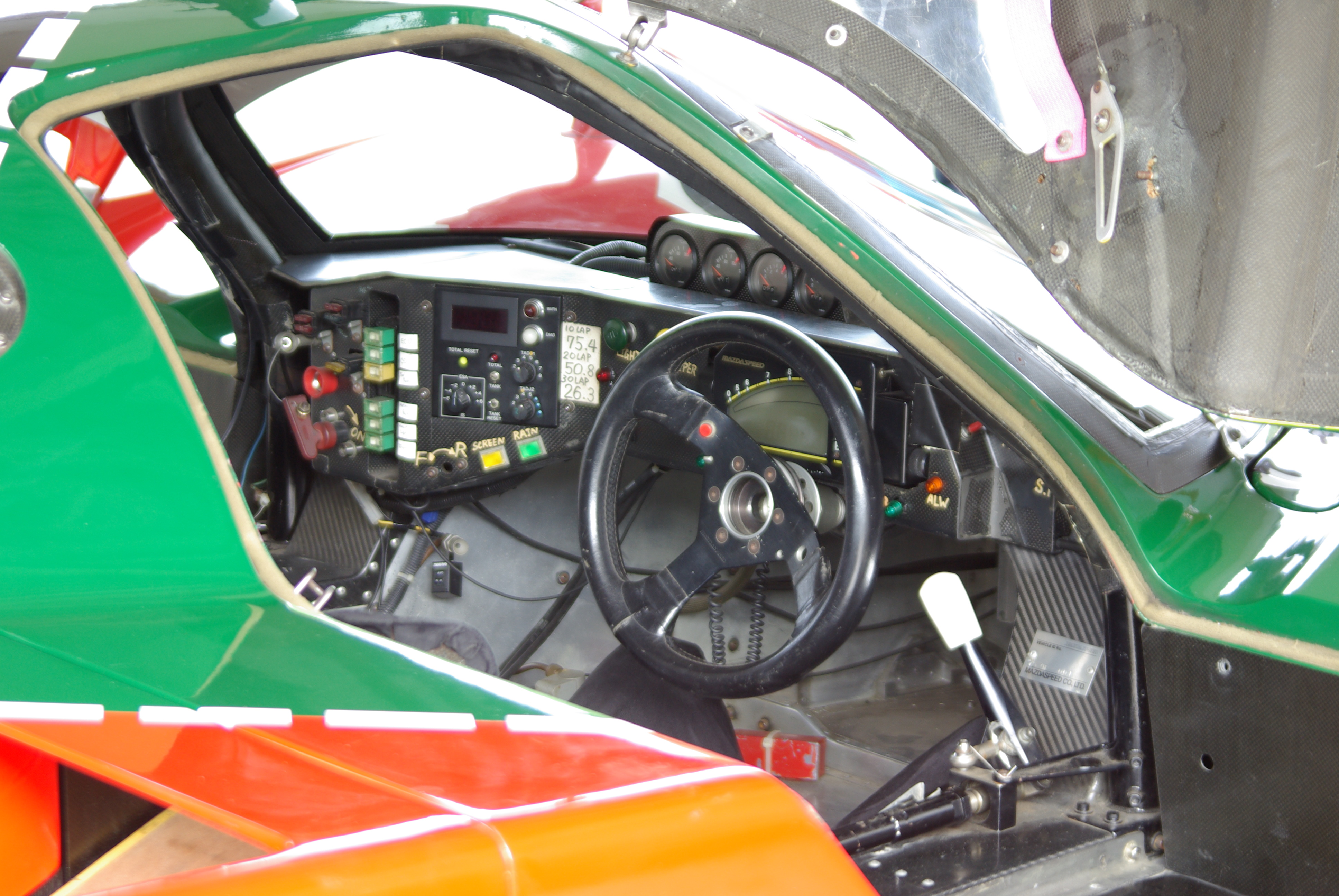
Mazda 767Bの運転室　2007年7月　兵庫県セントラルサーキット

4ローターエンジン自体は前年の1987年JSPC最終戦富士500kmでマツダ757のホイールベースを延長した757Eに搭載されてデビューしている。767は4ローター専用モデルとして製作された。当初はC1規定に合わせることも考慮されたが、結局マツダ757同様、規則上最低車重が有利になるIMSA-GTP規定を選択した。

### シャーシ
4ローターエンジンを搭載して、マツダ757のモノコックのリアバルクヘッドにエンジンが食い込むレイアウトでホイールベースの延長を20mmに抑えた。また4ローターエンジンによる出力向上に対応するために、ロングノーズ、ショートテールのデザインを採用してダウンフォースの量を増やした。ノーズは、マツダ757より約100mm長くなった。リアセクションは、フロントダウンフォースのセッティングに自由度を持たすためにリヤウイングを車体に直接固定せずに、ステーを介して固定する方法に変更した。その結果、最高速度を重視するルマン24時間レースでは、ボディカウルの上面より低い位置にリアウイングを設置することにより、空気抵抗を減らして出走することが可能となった。

### エンジン
4ローターエンジンの形式は、1987年にマツダ757Eに搭載したものが13J、1988年が13J改、1989年が13J改改と呼ばれている。
13J
1987年デビューの試作に近いエンジン。4ローターエンジンは、1+2+1の配置で2ローターの13Bの前後にエキセントリックシャフトをテーパー結合でつないでローターを設置する形になった。4ローター化に伴い冷却系統の新設計を行い、冷却水は、センターハウジングから入りフロントとリアの2ロータずつ冷却を行い、センタに戻る経路として熱負荷を低減させた。
13J改
1988年のマツダ767シャーシに合わせたエンジン。エンジン補機レイアウトの見直しにより13Jよりエンジン全長を70mm短縮。エンジン剛性向上のため、上部をアルミハニカムで複合したカーボンファイバー/下部をアルミハニカム板で挟み込んだ。排気は、マシン後部にしてエキパイの長さを長く取ることによってトルクを引き出すようにしたが、この排気パイプの取り回しがルマン24時間レースで排気パイプの割れのトラブルを発生させた。公称出力は550ps。
13J改改
1989年用に13J改を改造したエンジン。マツダとしては、このエンジンには正式な形式をつけていないので、13J改改は通称名である。レーシングエンジンとしては、初めて可変吸気機構を採用して高出力を維持しつつ中・低回転域のトルクを確保した。この可変吸気機構は、中回転域用と高回転域用の2段切り替え式で、中回転域には長い吸気菅長/高回転域には短い吸気菅長を与える方式である。中回転域では、高回転域用の短い吸気菅に吸気菅を継ぎ足す形で中回転に適した吸気管長さを確保した。高回転時には、中回転用吸気菅は高回転域吸気菅の上流側に離して固定され、高回転域吸気菅と中回転域吸気菅の間の隙間から空気を吸い込む構造になっていた。可変吸気機構の故障時には、短い吸気菅長で走れるように配慮していた。 他にセラミックアペックスシールとサーメット溶射ハウジングを採用して耐磨耗性の向上と摺動抵抗低減が図られた。公称出力は630ps。

## 戦績

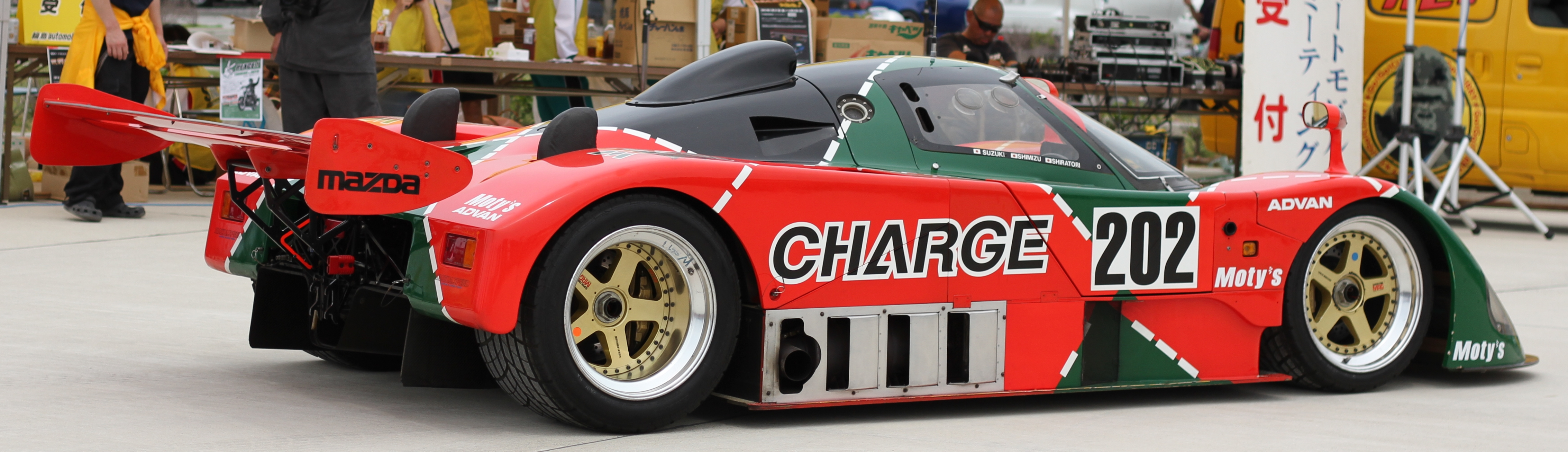

### 1988年
デビュー戦は1988年JSPC第2戦鈴鹿500km（7位完走）。4ローター初となるル・マン24時間レースでは、国産車最速のペースで周回を重ねたが、翌朝エグゾーストパイプ等のトラブルで、アンダーパネルを外さなければならない長時間のピットインを強いられ2年連続一桁入賞はならなかったものの、2台共完走した。
JSPC第4戦富士500マイルでは4位に入賞するも、4ローターを採用したこの年は前年の3ローター車マツダ757のような安定感に欠け、リタイヤも多くなる。
- 4月JSPC第2戦鈴鹿500kmレース 7位完走
- 5月JSPC第3戦富士1000kmレース リタイヤ
- 5月WSPC シルバーストーン1000kmレース 9位完走
- 6月ルマン24時間レース 17位/19位
- 7月JSPC富士500マイルレース 4位/リタイヤ
- 8月JSPC鈴鹿1000kmレース リタイヤ
- 10月WEC in JAPAN 14位完走/リタイヤ

### 1989年
ル・マン24時間レースのテストも兼ね、IMSA開幕戦デイトナ24時間レースにも参戦し5位に入賞する。マツダスピードのIMSA-GTP車が、IMSAに参戦したのはこのレースが唯一である。JSPC開幕戦富士500kmからエボリューションモデル、マツダ767Bが投入される。大きな変更点は前年のル・マン24時間レースで課題になった整備性を重視し、リア排気からサイド排気に改められたこと。ル・マン24時間レースでは7、9、12位で3車とも完走。日本車・日本人（従野の9位）の過去最高位タイ、日本車の過去最大周回数となる368周を達成する。帰国後のJSPCでは特に目立った成績を上げることはなかった。
- 2月IMSAデイトナ24時間レース 5位
- 3月JSPC富士500kmレース 767B：リタイヤ/767：11位完走
- 4月WSPC鈴鹿500kmレース 767B：リタイヤ/767：17位完走
- 4月JSPC富士1000kmレース 9位
- 5月WSPCデジョンレース 9位
- 6月ルマン24時間レース 7位/9位/12位
- 7月JSPC富士1000kmレース 7位
- 7月WSPCブランズハッチ 12位
- 8月WSPCニュルブルクリンク 13位
- 9月WSPCドニントン 規定周回不足
- 9月WSPCスパ・フランコルシャン 9位
- 10月JSPC富士1000kmレース 10位/11位
- 11月WSPCメキシコシティ 13位
- 12月JSPC鈴鹿1000kmレース リタイヤ

### 1990年
マツダスピードは、カーボンモノコックのニューマシン、マツダ787を投入することとなるが、マシンの完成が遅れJSPCの緒戦は767Bを使用。この年は、マツダ767Bは、マツダ787のバックアップマシンとして使用。また静岡マツダの静マツレーシングに放出してJSPCに参戦した。
- 3月JSPC富士500kmレース 9位/リタイヤ
- 6月ルマン24時間レース 20位（IMSA GTPクラス優勝）
- 7月JSPC富士500マイル 8位（静マツレーシング）
- 8月JSPCインターナショナル鈴鹿1000kmレース 14位（静マツレーシング）
- 9月JSPC SUGOインター500km 13位（静マツレーシング）
- 10月JSPC富士1000kmレース 6位（マツダスピード）/8位（静マツレーシング）

このレースで片山義美が引退。片山は当初マツダ787で予選を通過したが、マシンが片山のドライブ前にリタイヤしたのでレース途中でマツダ767Bに乗り換え引退レースを6位で完走した。

### 1991年
マツダオート山梨と共同でレース活動を実施していた赤池レーシングにもマシンを放出してREの代わりに3500ccのフォードDFRを搭載してJSPCの後半戦に参戦。静マツレーシングは、昨年度から同一マシンで継続参戦。
- 3月JSPC全日本富士500kmレース リタイヤ（静マツレーシング）
- 5月JSPC全日本富士1000kmレース 10位（静マツレーシング）
- 7月JSPC全日本富士500マイル リタイヤ（静マツレーシング）
- 8月JSPC鈴鹿1000km 7位（静マツレーシング）
- 9月JSPC SUGOインター500km リタイヤ（静マツレーシング）
- 10月JSPCインターチャレンジ富士1000km 8位（静マツレーシング）/リタイヤ（赤池レーシング）
- 11月JSPC SUGOインター500マイル 11位（赤池レーシング）/12位（静マツレーシング）

### 1992年
- 4月JSPC鈴鹿500km 8位（静マツレーシング）
- 5月JSPC全日本富士1000km 6位（静マツレーシング）/リタイヤ（赤池レーシング）
- 7月JSPC全日本富士500マイル リタイヤ（静マツレーシング）
- 9月JSPC SUGOインターナショナル500km リタイヤ（静マツレーシング）
- 10月JSPC富士1000km 6位（静マツレーシング）

## その後の767・767B
767と767Bは各3台製作された。

### 767-1号車
201号車
1988年7月の富士スピードウエイでのJSPC第4戦でクラッシュして失われる。

### 767-2号車
1989年3月のJSPC開幕戦 富士500kmを持ってレースから退役し、アクティブサスのテストを行っていた。1991年に787Bがル・マンで優勝したことを受け、マツダスピードによって外観が787B仕様に改修され、各種イベント等で展示に使用される。

### 767-3号車
767Bの暫定仕様としてサイド排気に改修されて1989年のル・マン24時間までレースに参戦。1989年の11月には試作型のR26Bを搭載し富士スピードウェイにてテスト走行を行った。1991年に787Bがル・マンで優勝したことを受け、マツダスピードによって外観が787B仕様に改修され、各種イベント等で展示に使用される。

### 767B-1号車
1991年に静岡マツダに売却され、1991年と1992年のJSPCに参戦した。その後メカニックを担当していた星野仙治が2006年から個人所有（群馬県のガレージスターフィールド）しており、国内外のイベントで展示走行を行う。点火系の故障などが相次ぎRX-7（FD3S)のコイルなどを流用して点火系が刷新されている。
- 2009年4月ホットバージョンで、202号車をセントラルサーキットで土屋圭市が走行した。
- 2008年10月4日 「MOTORSPORT JAPAN 2008 Festival in お台場」で787Bなどと一緒に202号車がデモ走行をしている。
- 2015年6月26日に開催されたイギリスでのグッドウッド・フェスティバル・オブ・スピードに202号車がヒルクライムを走行したが[1]、その最中に事故を起こした。星野仙治は無事だったが、右フロントと側面を大破した[2]。単に物理的に破壊された部位の修復に留まらず、エンジン制御やシャシー内の配線の走行の調査など、実車を対象とした現物調査が必要となり以後の電子系メンナンスは兵庫県加古川市のリチャージがそれを担っている。
- 2021年5月ながのノスタルジックカーフェスティバル 2021に参加。

### 767B-2号車
1990年10月の富士1000kmまでレースに参戦。その後もマツダスピードが所有し、マツダミュージアムの787Bがイベント等で貸し出される場合は代わりに展示されることもあった。1999年にマツダスピードが解散した際に所有権が北米マツダに移り、カリフォルニアのマツダR&Dセンター地下で他のマツダの歴代車両と並んで長らく保管されていたが、2010年代中頃に本格的なレストアが行われて、セブンストックやモントレー・ヒストリック・リユニオン等のイベントで走行する姿を見られるようになった。787Bのル・マン優勝車両と同じく現役時代からほぼ手つかずの外装も特徴。

### 767B-3号車
1991年に赤池レーシングに売却。そこでスパイスSE90CのリヤセクションをフォードコスワースDFRエンジンごと移植する改修が行われ、1991年と1992年のJSPCに参戦。退役後はタイサンの千葉泰常が所有していたが2000年代中頃～後半には海外へ放出されたと思われる。南アフリカを経て2015年時点ではドイツのコレクターであるベルナー氏が所有。2015年時点でカーナンバーは203番ではなく77番に変更され、リヤセクションも13Jまたは13J改を搭載した車両の物に戻されている。スパ・フランコルシャンで開催されたイベント等に出走していたが、2015年時点でエンジンが故障しており走行不能であった。2017年3月、アメリカの「AMELIA ISLAND SUCTION 2017」でオークションに出品された。180万ドル - 240万ドルの予想価格であったが、175万ドルで落札された。出品当時の状況はオリジナルの制御からMOTEC制御に変更されている。チャージカラーにレストアされているが、白のストロボラインがクロームシルバーに置き換えられていた時期もあった。